# پیر شنال
پیر شنال (فرانسوی: Pierre Chenal‎؛ ۵ دسامبر ۱۹۰۴ در بروکسل بلژیک – ۲۳ دسامبر ۱۹۹۰ در لگرن کولمب، واقع در شهرستان او-دو-سن در نزدیکی پاریس) یک کارگردان، و فیلم‌نامه‌نویس اهل فرانسه بود. وی بین سال‌های ۱۹۲۹ تا ۱۹۸۵ میلادی فعالیت می‌کرد.
نخستین کار در خور توجه وی، فیلم مستند بهانه (۱۹۳۷ میلادی) در سبک نوآر است هنگامی که به‌همراه اریش فن اشتروهم و لویی ژووه فعالیت می‌کرد. در سال ۱۹۳۹ میلادی فیلم Le Dernier Tournant را ساخت؛ این نخستین فیلم از چهار اقتباس سینمایی از رمان پستچی همیشه دو بار زنگ می‌زند نوشتهٔ جیمز کین می‌باشد.
شنال یهودی بود و به همین دلیل ناگزیر شد زمان اشغال فرانسه در طی جنگ جهانی دوم، در سال ۱۹۴۲ میلادی به آمریکای جنوبی بگریزد. وی تعدادی از فیلم‌های خود را در همین مدت اقامت در آرژانتین ساخت.